# II з'їзд РСДРП
Другий з'їзд РСДРП, відбувся 17 (30) липня — 10 (23) серпня 1903 року. До 6 серпня працював у Брюсселі, проте бельгійська поліція змусила делегатів залишити країну; з'їзд переніс свої засідання до Лондона. Разом відбулось 37 засідань. Скликання з'їзду стало результатом роботи з об'єднання російської революційної соціал-демократії.
На з'їзді було представлено 26 організацій: група «Звільнення праці», російська організація «Іскри», Петербурзький комітет, Петербурзька робітнича організація, Московський комітет, Харківський комітет, Київський комітет, Одеський комітет, Миколаївський комітет, Кримський союз, Донський комітет, Союз гірничозаводських робітників, Катеринославський комітет, Саратовський комітет, Тіфліський комітет, Бакинський комітет, Батумський комітет, Уфімський комітет, Північний робітничий союз, Сибірський союз, Тульський комітет, закордонний комітет Бунду, ЦК Бунду, «Закордонна ліга російської революційної соціал-демократії», «Закордонний союз російських соціал-демократів», група «Південний робітник». Разом участь у з'їзді брали 43 делегати з вирішальним голосом (деякі делегати мали по два мандати) й 14 делегатів з нарадчим голосом.

## Відкриття й порядок денний
З'їзд було відкрито вступною промовою Георгія Плеханова.
Порядок денний:
1. Конструювання з'їзду. Вибори бюро. Встановлення регламенту й порядку денного. Доповідь оргкомітету — доповідач Розанов (Попов); звіт комісії з перевірки мандатів та з визначення складу з'їзду — Гінзбург (Кольцов).
2. Місце Бунду в РСДРП — доповідач Лібер (М. І. Гольдман), співдоповідач Л. Мартов (Ю. О. Цедербаум).
3. Програма партії.
4. Центральний орган партії.
5. Делегатські доповіді.
6. Організація партії (обговорення організаційного статуту) — доповідач В. І. Ленін.
7. Районні та національні організації — доповідач статутної комісії В. О. Носков (Глєбов).
8. Окремі групи партії — вступна промова В. І. Леніна.
9. Національне питання.
10. Економічна боротьба та професійний рух.
11. Святкування 1 Травня.
12. Міжнародний соціалістичний конгрес в Амстердамі 1904 року.
13. Демонстрації та повстання.
14. Терор.
15. Внутрішні питання партійної роботи:
  1. постановка пропаганди,
  2. постановка агітації,
  3. постановка партійної літератури,
  4. постановка роботи серед селян,
  5. постановка роботи у війську,
  6. постановка роботи серед учнів,
  7. постановка роботи серед сектантів.
16. Ставлення РСДРП до есерів.
17. Ставлення РСДРП до російських ліберальних течій.
18. Вибори ЦК й редакції центрального органа (ЦО) партії.
19. Вибори Ради партії.
20. Порядок оголошення рішень і протоколів з'їзду, а також порядок вступу на посади обраних посадових осіб та установ.

## РСДРП і Бунд
Суперечки на з'їзді почались з проблеми Бунду. Бундівці жадали автономії всередині партії з правом формувати власну політику з проблем євреїв, а також визнання Бунду єдиним представником партії серед трудящих євреїв. Ленін від імені «іскрівців» організував виступи Мартова (Цедербаума) й Троцького (Бронштейна), які були прибічниками асиміляції. В результаті з'їзд прийняв резолюцію проти автономії Бунду.

## Програма
Підготовку проекту програми почали редакції «Іскри» й «Зорі» 1901 року. З'їзду подали проект, в якому було враховано більшу частину поправок і доповнень, внесених Леніним до двох проектів програми Плеханова. Обговорення програми тривало упродовж дев'яти засідань з'їзду: обговорювались питання диктатури пролетаріату, пролетарський характер партії та її роль у визвольному русі в Росії, а також аграрна програма і національне питання.
Після зміни кількості делегатів з'їзд затвердив «іскрівську» програму, що складалась із двох частин — «програми-максимум» та «програми-мінімум». У програмі-максимум йшлося про кінцеву мету партії — організацію соціалістичного суспільства та про умови реалізації цієї мети — соціалістичну революцію та диктатуру пролетаріату. Програма-мінімум висвітлювала найближчі завдання партії: усунення царського самовладдя, встановлення демократичної республіки, запровадження 8-годинного робочого дня, встановлення повної рівності всіх націй, затвердження їх права на самовизначення, знищення решток кріпацтва на селі, повернення селянам земель.

## Органи управління
З'їзд створив партійні центри: ЦО, ЦК й Раду партії. Було вирішено ліквідувати ненормальний стан за кордоном, де було дві соціал-демократичні організації. З'їзд визнав «Лігу» єдиною закордонною організацією РСДРП. На знак протесту 2 представники «Союзу» пішли зі з'їзду. Пішли також 5 бундівців після того, як з'їзд відмовився прийняти Бунд до складу РСДРП на началах федерації й відкинув ультиматум Бунду про визнання його єдиним представником єврейських робітників у Росії.
Зменшення числа делегатів змінило співвідношення сил на користь прибічників Леніна. В результаті саме вони отримали більшість місць під час виборів до центральних органів. До ЦК партії були обрані Гліб Кржижановський, Фрідріх Ленгнік (обидва заочно) та Володимир Носков — делегат з'їзду з нарадчим голосом. Всі троє — прибічники Леніна. Було обрано також п'ятого члена Ради партії — Плеханова.

## Розкол
На де-факто установчому з'їзді РСДРП стався розкол партії на дві фракції: послідовників Леніна й решти. Прибічники Леніна почали називати себе більшовиками, а своїх опонентів — меншовиками. Ці назви надовго закріпились у радянській партійній історіографії.

## Значення
II з'їзд мав історичне значення. В офіційній радянській історіографії як основний підсумок з'їзду називалось: «створення в Росії революційної марксистської партії — партії більшовиків».

## У кінематографі
- Розкол (телесеріал, 1993)